# Sergei Walentinowitsch Schilow
Sergei Walentinowitsch Schilow (russisch Сергей Валентинович Шилов; * 1. Oktober 1970 in Pskow) ist ein ehemaliger russischer Behindertensportler, der in der Leichtathletik sowie im Skilanglauf und im Biathlon aktiv war.

## Werdegang
Schilow begann seine Sportlerkarriere als Orientierungsläufer. Bei der Rückkehr von einem Wettkampf 1986 in Estland wurde er bei einem Autounfall schwer verletzt. Nach einer Brustwirbelfraktur blieb er querschnittsgelähmt. Seit 1990 startet er im Behindertensport. Ab 1993 sicherte er sich in regelmäßigen Abständen nationale Titel bei den Behindertenmeisterschaften im Skilanglauf und in der Leichtathletik. Bei den Sommer-Paralympics 1992 startete er in der Klassifizierung TW4 in den Laufdisziplinen, blieb aber ohne Medaille. Auch bei den Sommer-Paralympics 1996 blieb er ohne vordere Platzierungen. Im Winter spezialisierte er sich weiterhin zunehmend auf Biathlon und Skilanglauf. Bei den Winter-Paralympics 1994 konnte er zwar gute Ergebnisse feiern, eine Medaille blieb jedoch aus.
Nachdem er bei den Behinderten-Europameisterschaften 1997 den Skilanglauftitel gewonnen hatte, startete er als einer der Favoriten bei den Winter-Paralympics 1998 in Nagano. Dort sicherte er sich in der Disziplin Skilanglauf über 5 km sitzend seine erste paralympische Goldmedaille. Nachdem er 2001 erneut Europameister wurde, gewann er bei den Winter-Paralympics 2002 in Salt Lake City im Einzel über 15 im sitzend sowie mit der Staffel Gold. Zudem sicherte er sich über 10 km Silber. Im Biathlon blieb er nach 1994 erneut ohne Medaillengewinn.
Bei den Winter-Paralympics 2006 in Turin gewann Schilow noch einmal zwei Silber- und eine Bronzemedaille. Vier Jahre später bei den Winter-Paralympics 2010 in Vancouver gewann er im Sprint über 1 km sitzend noch einmal die Goldmedaille. Auch mit der Staffel war er erfolgreich.
Bei den Winter-Paralympics 2014 in Sotschi entzündete Schilow gemeinsam mit Olesja Wladykina die Paralympische Fackel bei der Eröffnungsfeier.